# Guilherme Gimenez de Souza
Guilherme Giménez de Souza, más conocido como Giménez (Ribeirão Preto, Brasil, 18 de junio de 1995-La Unión, Colombia, 28 de noviembre de 2016) fue un futbolista brasileño, que jugó para el Chapecoense.

## Fallecimiento
El 28 de noviembre de 2016, Guilherme, equipo técnico y compañeros de equipo del Chapecoense se dirigían desde Santa Cruz de la Sierra, Bolivia a Medellín, Colombia para disputar la final de la Copa Sudamericana 2016, cuando de pronto, la aeronave del vuelo 2933 de LaMia se estrelló en el municipio de La Unión en Colombia, a pocos minutos de su destino. Él y otros 70 pasajeros en el vuelo, fallecieron.

## Palmarés

### Títulos internacionales
| Título            | Equipo      | Sede            | Año  |
| ----------------- | ----------- | --------------- | ---- |
| Copa Sudamericana | Chapecoense | América del Sur | 2016 |